# Dominique Chauvelot
Pour les articles homonymes, voir Chauvelot.
Dominique Chauvelot  (né le 12 juin 1952 à Héricourt) est un athlète français spécialiste du 100 mètres.

## Carrière
Sélectionné à l'âge de 19 ans pour participer aux Championnats d'Europe 1971 d'Helsinki, Dominique Chauvelot se classe septième de la finale du 100 mètres dans le temps de 10 s 7. En 1974, lors des Championnats d'Europe de Rome, le Français termine cinquième de l'épreuve individuelle en 10 s 35 avant de remporter en fin de compétition le titre continental du relais 4 × 100 mètres aux côtés de Lucien Sainte-Rose, Joseph Arame et Bruno Cherrier. L'équipe de France établit le temps de 38 s 69 et devance finalement l'Italie et la RDA.
Vainqueur des Championnats de France 1976, Dominique Chauvelot participe aux Jeux olympiques de 1976 où il est éliminé au premier tour de l'épreuve du 100 m et se classe septième de la finale du 4 × 100 m. Licencié au FC Sochaux-Montbéliard, son record personnel sur 100 m est de 10 s 28 (1974).

## Palmarès
| Date | Compétition           | Lieu     | Place | Épreuve   |
| ---- | --------------------- | -------- | ----- | --------- |
| 1971 | Championnats d'Europe | Helsinki | 7e    | 100 m     |
| 1974 | Championnats d'Europe | Rome     | 5e    | 100 m     |
| 1974 | Championnats d'Europe | Rome     | 1er   | 4 × 100 m |
| 1976 | Jeux olympiques       | Montréal | 7e    | 4 × 100 m |

- Champion de France du 100 m en 1976.